# リリウオカラニ
リリウオカラニ（ハワイ語: Lili‘uokalani、1838年9月2日 - 1917年11月11日）は、ハワイ王国第8代（最後）の国王であり、唯一の女王。在位は1891年1月29日 - 1893年1月17日。1862年にアメリカ人のジョン・オーウェン・ドミニスと結婚した。1878年に作詞・作曲して今でも多くの人に親しまれている歌『アロハ・オエ』、「女王の祈り」（The Queen's Prayer）、『クムリポ』（ハワイ王国の創世神話）の英訳などの著作を多く残している。

## 時代背景
ハワイ王国は、1795年にカメハメハ1世が白人たちの持ち込んだ銃器により全島を統一して成立。早くから欧米の影響を受けて、1840年にはカメハメハ3世により憲法を制定、立憲君主制となって近代国家の体制を固めつつあった。
一方アメリカ合衆国は、米墨戦争（1846年 - 1848年）、南北戦争（1861年 - 1865年）を経て、いよいよ世界列強の帝国主義による領土獲得競争へと参入して行く。また、この頃からサトウキビの大規模なプランテーションが急増し、「砂糖貴族」と呼ばれる白人経営者が発言力を増していた。
米国が米西戦争（1898年）でキューバ、フィリピン、グアムを獲得するなどの拡張政策を推し進める中で、真珠湾などのハワイの戦略的重要性も高まっていた。
一方、民族意識の高まりの中で、ハワイ人による王政の強化を求める王政派と、「砂糖貴族」等を中心に、王政を打倒し米国への併合を目指す共和制派の対立が深まっていった。

## 経歴

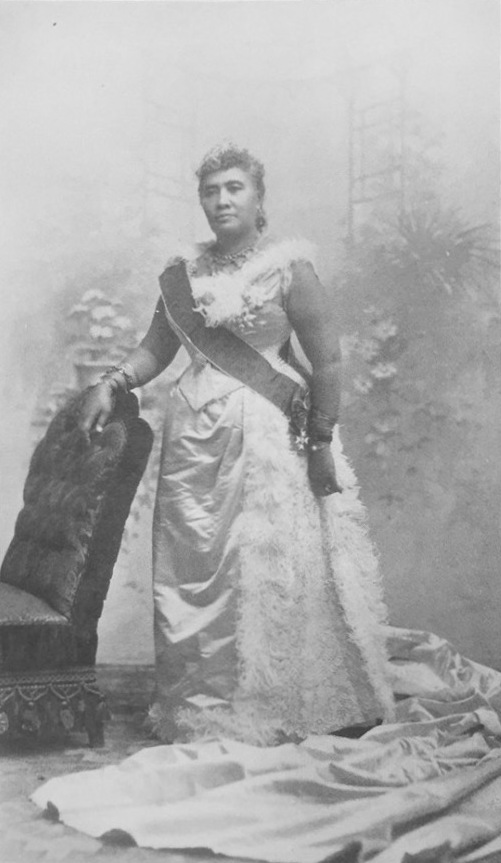
リリウオカラニ女王

リリウオカラニはカラカウア家のカパアケアとケオホカロレの子として1838年9月2日、ホノルルに生まれた。当時のハワイ王国では親睦を図るため、各首長間で相互に養子を交換する風習があり、リリウオカラニも2歳の時に、有力な首長のひとりであったパキとカメハメハ1世の孫コニアのもとへ養子に出された。
4歳になると「首長子弟学校」と名付けられたローヤル・スクールに入学し、他のホノルルの王族とともに英語や音楽などを学んだ。幼少より好奇心旺盛でお転婆な性格であったリリウオカラニは、ハワイ諸島の島々を巡り、史蹟や雄大な自然を見てまわるのが好きだったという。
1860年、米国出身の白人で、後にオアフ島知事となるジョン・O・ドミニスと結婚した。
この時代のハワイ国王家は短命の者が多い。1873年にカメハメハ5世が死去して直系が断絶、後を継いだルナリロも翌年死去すると、血縁者の中からリリウオカラニの兄カラカウアが選ばれて即位。リリウオカラニは1877年に女性で初の王位継承者となった。
1887年、英国女王ヴィクトリアの在位50周年祝典への招待を受け、ハワイ王妃と共に国王の名代としてヴィクトリア女王に謁見した。しかし、この機に起こされた共和制派のクーデターにより、カラカウアは新憲法（銃剣憲法）への署名を余儀なくされる。これは国王の権限を大幅に制限し、議会へ委譲するものであったが、参政権が一部の富裕層にしか与えられていない現状では、ハワイ人・アジア人の参政権排除と受け止められた。さらに、王政派のW・ギブソン首相も国外追放となった。
1891年、カラカウアが渡米先のサンフランシスコで客死すると、リリウオカラニは女王として即位、共和制派との対決姿勢を強めた。1892年、ハワイ人らの新憲法制定の請願を受け、1893年1月14日、国王権限を強化する憲法草案を閣議に提出して否決された。
1月16日、王政派と共和制派が共に大集会を開くなど騒然とする中、危機感を募らせた共和制派は、米国のスティーブンス公使の要請によりアメリカ海兵隊がイオラニ宮殿を包囲、翌17日には共和制派が政庁舎を占拠し、王政廃止と臨時政府樹立を宣言した（ハワイ革命）。
列強の幾つかの国が臨時政府を承認した一方で、王国の独立を支持する日本は、邦人保護の名目で軍艦を送るなどしてこのクーデターに不快感を表明した。米国政府は最終的に、この「革命」が不法なものであると認め、スティーブンス公使を更迭すると共に、元下院議員ジェームズ・ヘンダーソン・ブロントを中心とする調査団を派遣したが、臨時政府はこれを内政干渉として突っぱねた。これに対し1894年2月、上院議員ジョン・テイラー・モーガンを中心とした調査団は共和制派を支持する報告書をまとめた。
ハワイ人による反対集会が繰り返される中、1894年7月4日、臨時政府はサンフォード・ドールを大統領として共和国の独立宣言を行なった。翌1895年1月6日、王政派が反乱を起こすが、数日の銃撃戦の後に新政府軍に鎮圧された。1月16日リリウオカラニの私邸より、あるいはイオラニ宮殿の庭からたくさんの銃器が見つかったとして、リリウオカラニは反乱の首謀者の容疑で逮捕され、イオラニ宮殿に幽閉された。1月22日、反乱で捕らえられた約200人の命と引き換えに、リリウオカラニは女王廃位の署名を強制され、ハワイ王国は滅亡した。
リリウオカラニは2月27日、反乱に加担した罪で5,000ドルの罰金と5年間の重労働の判決を受けたが、9月6日に釈放された。
ハワイ共和国は1898年、米国に併合され、ハワイ準州（Territory of Hawaii）となった。これは米自治領という側面も持っており、完全に米領になったわけではなかったが、やがて準州知事が設置され、さらに真珠湾などに米軍施設が多数建設されると、名実ともに米国領と化していった。
リリウオカラニの夫、ジョン・ドミニスは、リリウオカラニが即位した7か月後に死去した。2人は子供に恵まれなかった為、姪のカイウラニが王位継承者となったが、カイウラニはハワイ併合の翌年、死去した。リリウオカラニは、その後も旧女王としてハワイ人の敬愛を受けつつ、1917年11月11日、79歳で死去した。リリウオカラニの死から42年後の1959年8月21日、50番目の州としてハワイ州が成立。ハワイは完全な米国領となり、ハワイ住民は総てアメリカ合衆国の国民となった。